# Космос (станція)
Космос — залізнична станція Павелецького напрямку Московської залізниці. Розташована на відгалуженні від головного ходу до аеропорту Домодєдово.
Відкрита в 1963 році.
Станція складається з двох парків:
- Західний транзитний парк: 3 колії, біля північної знаходиться берегова пасажирська платформа Космос.
- Східний тупиковий парк «Аеропорт» з двома коліями і острівною пасажирською платформою Аеропорт-Домодєдово.